# The Warning (zespół muzyczny)
The Warning – meksykański zespół hard rockowy z Monterrey, założony w 2013 roku przez trzy siostry Villarreal Vélez: Danielę, Paulinę i Alejandrę. Wydały cztery albumy studyjne, dwa EP i 18 teledysków. Ich najnowszy album studyjny Keep Me Fed ukazał się 28 czerwca 2024 roku. Same uznają, że grają eklektyczny rock, który umyka klasyfikacji.

## Członkowie zespołu
- Daniela „Dany” Villarreal Vélez[3] – gitara, wokal prowadzący i wspierający, pianino, artysta PRS Guitars.[4]
- Paulina „Pau” Villarreal Vélez[3] – perkusja, wokal wspierający i prowadzący, fortepian, artysta DW[5] Vic Firth i Sabian.[6]
- Alejandra „Ale” Villarreal Vélez[3] – gitara basowa, fortepian, chórki i okazjonalnie wokal prowadzący, artysta Spector.[7]

## Historia

### 2000–2013: Wczesne lata
Siostry Villarreal Vélez wychowały się w Monterrey. Rodzice, ojciec Luis Villarreal i matka Mónica Vélez, chcieli rozwijać swoje dzieci artystycznie, dlatego zorganizowali im lekcje tańca, śpiewu i gry na fortepianie. Ponadto rodzina często zbierała się w domu, aby oglądać nagrania koncertów rockowych. Rodzice byli szczęśliwi, kiedy okazało się, że Daniela ma talent muzyczny i bardzo zaskoczeni, gdy taki sam talent wykazały pozostałe córki. Uczyły się w Liceo de Monterrey Redwood (katolickiej szkole dla dziewcząt, w której zajęcia prowadzone są w języku angielskim i gdzie po raz pierwszy wystąpiły przed publicznością na żywo). Przełomem okazał się zakup gry konsolowej Rock Band, która stała się pasją rodzeństwa. Siostry rozpoczęły naukę na różnych instrumentach w wieku od 6 do 8 lat. W 2013 roku postanowiły założyć trio. Nauczyły się grać covery rockowe i zamieszczały filmy ze swoich występów na YouTube. Nauczyciel Alejandry, basista Pablo González Sarre – z meksykańskiego zespołu Los Claxons –  zachęcił je do komponowania własnych piosenek.
Jak przyznały w wywiadzie dla Allison Hagendorf, nazwa The Warning powstała, gdy brały udział w konkursie zespołów, gdy okazało się, że są jedynym żeńskim zespołem i jedynym bez nazwy. Mimo że hiszpański jest ich językiem ojczystym, bardzo dobrze mówią po angielsku i w tym języku najczęściej tworzą piosenki. Nie są jednak dwujęzyczne. Siostry komunikują się ze swoimi fanami w mediach społecznościowych w obu językach, jednak to język angielski otworzył przed nimi drzwi do świata showbiznesu.

### 2014–2019: Jako niezależni artyści
Zespół zyskał szeroką sławę pod koniec 2014 roku, kiedy siostry były w wieku od 9 do 14 lat. Ich film na YouTube, w którym wykonały utwór Metalliki „Enter Sandman”, stał się viralem wśród fanów rocka i osiągnął ponad 26 milionów wyświetleń (2025). Teledysk przykuł uwagę gitarzysty Metalliki, Kirka Hammetta, który szczególnie pochwalił Paulinę, pisząc: „The drummer kicks maximum ass!”
Dzięki rozpoznawalności, jaką zyskał zespół i zachęcie Pablo González’a Sarre, The Warning zdecydowało się na podpisanie umowy płytowej i stworzenie własnych piosenek. Zespół zebrał pieniądze za pośrednictwem zbiórki w serwisie GoFundMe, aby nagrać EP Escape the Mind, z 6 utworami, która ukazała się w 2015 roku na iTunes. Podczas produkcji EP zespół poznał producenta Jake’a Carmonę, który współpracował przy Escape the Mind i później dwóch kolejnych albumach zespołu. W tym czasie poznały też swojego menedżera, Rudy’ego Joffroya.
Niedługo potem zostali zaproszeni jako fenomen mediów społecznościowych do popularnego amerykańskiego programu telewizyjnego Ellen DeGeneres, nagrywanego w Los Angeles w Kalifornii. W tym okresie siostry zebrały fundusze, na platformie crowdfundingowej GoFundMe i darowiznę po 10 000 dolarów każda, od DeGeneres i Target Corporation, aby wziąć udział w pięciotygodniowym prestiżowym programie szkoleniowym w Berklee College of Music w Stanach Zjednoczonych. W marcu tego samego roku wystąpiły na festiwalu Pa'l Norte (Monterrey), co było ich pierwszym występem na tej scenie.
Wygłosiły również dwa referaty na konferencji TEDx na Uniwersytecie Nevady – jeden w 2016 r., a drugi w 2017 roku. Zespół był znany z tego, że na początku swojej historii ćwiczył z serią gier wideo Rock Band, więc twórcy gry odwdzięczyli się, umieszczając w Rock Band 4 dwa utwory zespołu The Warning (Free Falling i Survive).
Pierwszy pełny album zespołu The Warning, XXI Century Blood, ukazał się w 2017 roku po kampanii crowdfundingowej. Teledysk do utworu tytułowego zdobył wiele nagród na festiwalach filmowych. W tym okresie zespół został zaproszony do występu na festiwalu Mother of All Rock w Monterrey, będąc jedynym zaproszonym zespołem z Meksyku, a także otwierał koncert zespołu The Killers w tym mieście.
Ich drugi album, będący albumem koncepcyjnym, Queen of the Murder Scene, ukazał się w 2018 roku. W 2019 roku zespół The Warning wystąpił na jubileuszowej 25 edycji Rock al Parque, największym festiwalu rockowym w Ameryce Łacińskiej. Pod koniec 2019 roku ogłosiły rozległą trasę koncertową po Ameryce Północnej, która jednak została odwołana z powodu pandemii COVID-19.

### 2020–obecnie: z wytwórniami Lava i Republic Records

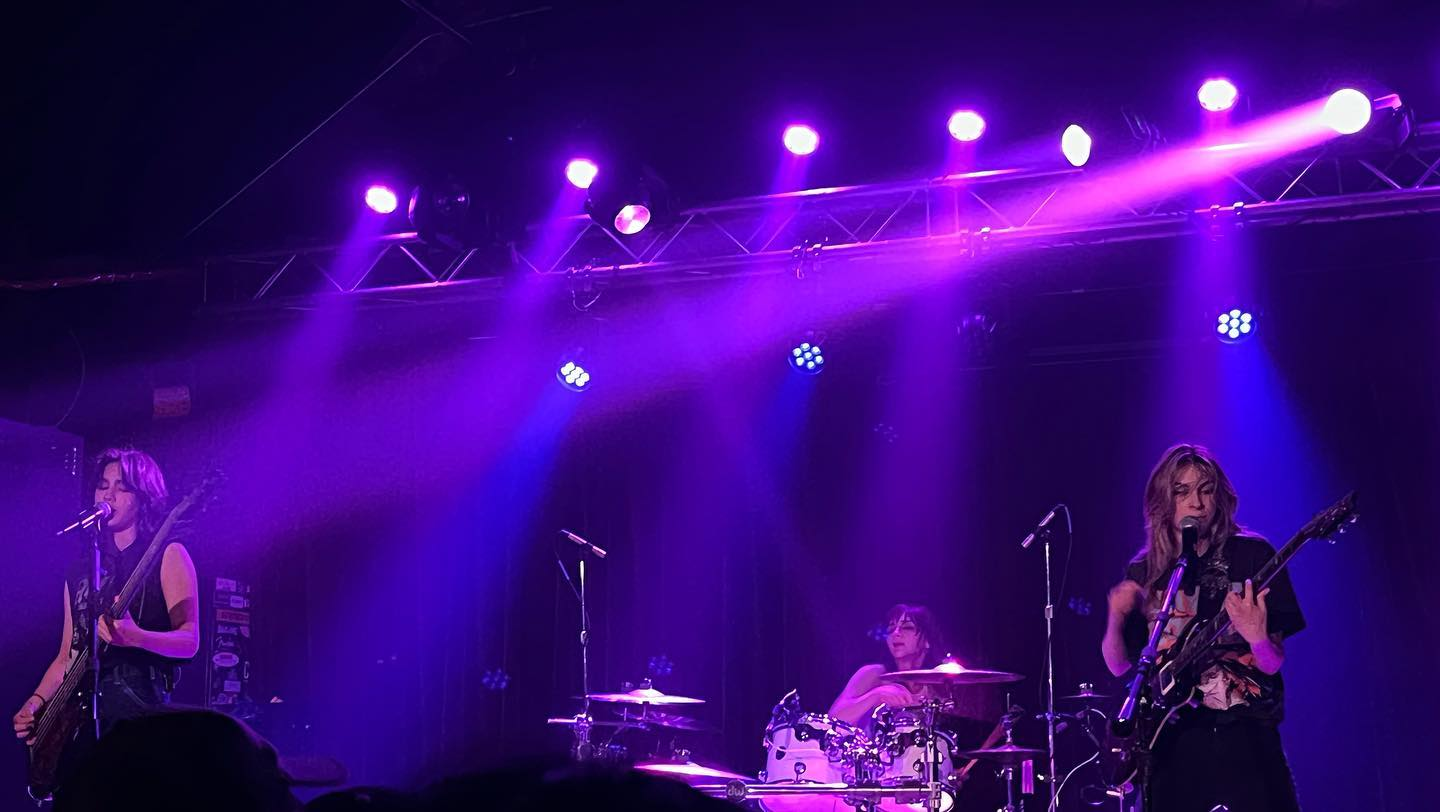
The Warning w Bostonie w 2022 roku.

Z powodu odwołania koncertów i przymusowej izolacji zwiększyły swoją aktywność w mediach społecznościowych. Wypuściły też oficjalny koncert kwarantannowy, z domowego studia transmitując go na żywo. W sierpniu 2020 roku zespół The Warning podpisał kontrakt z amerykańską wytwórnią płytową LAVA Records (filią Republic Records) po siedmiu miesiącach negocjacji, podczas których siostry domagały się pełnej swobody twórczej, bez obowiązku nadawania swojej muzyce bardziej „komercyjnego” charakteru, co zostało im przyznane i rozpoczęły pracę nad nowym albumem z producentem Davidem Bendethem, nadal w warunkach pandemii. Utwór „Choke” został wydany w maju 2021 roku. Później tego samego roku The Warning pojawił się na albumie w hołdzie dla Metallicki, The Metallica Blacklist, wykonując kolejny cover utworu „Enter Sandman”, tym razem z wokalistką Alessią Carą, mając zaledwie 10 dni na skomponowanie, nagranie i zmiksowanie utworu. Rok po premierze oficjalny film na YouTube osiągnął prawie 3 miliony wyświetleń.
EP Mayday, z 6 piosenkami, została wydana w październiku 2021 roku, a na kilka godzin przed premierą wydali singiel „Disciple” promujący EP. The Warning wyruszył w trasę koncertową po Ameryce Północnej na początku 2022 r., grając ponad 30 koncertów jako gwiazda wieczoru, a także otwierając koncerty takich zespołów jak: Foo Fighters, Sammy Hagar and the Circle i Stone Temple Pilots. W marcu 2022 roku wydały singiel „Money”, a piosenka osiągnęła 31. miejsce na liście przebojów Billboard Mainstream Rock Airplay.

#### Error
Trzeci album studyjny zespołu, Error, zawierający sześć utworów z EP Mayday, „Money” i siedem nowych piosenek, ukazał się w czerwcu 2022 roku. W lipcu wyruszyli w trasę po Stanach Zjednoczonych, będąc supportem Halestorm i The Pretty Reckless, i wystąpili na festiwalach takich jak Sound of Music Festival w Burlington, Iceberg Alley, Summerfest i Upheaval, po czym w sierpniu wznowili trasę koncertową jako gwiazdy wieczoru. Później tego samego roku odbyli trasę koncertową po Kanadzie, będąc supportem zespołu Three Days Grace, a także otwierali koncert zespołu Guns N’ Roses w swoim rodzinnym mieście Monterrey w Meksyku oraz ponownie w Rock al Parque, przed około 40 000 widzów.
W pierwszej połowie 2023 roku zespół supportował Muse podczas kilku koncertów w ramach trasy Will of the People World Tour w Meksyku i Europie. Była to pierwsza wizyta The Warning w Europie. We wrześniu 2023 roku wystąpili na gali MTV Video Music Awards, a w tym samym miesiącu ponownie supportowali Guns N’ Roses podczas jednego z koncertów We’re F’N’ Back! Tour. Mieli otworzyć dwa koncerty, ale jeden musieli odwołać z powodu rozdania nagród VMA. W październiku zespół świętował 10-lecie istnienia jubileuszowym koncertem w Pepsi Center w mieście Meksyk.
W maju 2023 roku zespół wydał pierwszy singiel „More” z nadchodzącego albumu. Wiosną 2024 roku wydali pięć kolejnych singli: „S!CK”, „Hell You Call a Dream”, „Qué Más Quieres”, „Automatic Sun” i „Burnout”. Oficjalny teledysk do „Qué Más Quieres” zadebiutował w MTV Live. Premierę „Automatic Sun” zaplanowano tak, aby zbiegła się z zaćmieniem Słońca w 2024 roku. W kwietniu 2024 roku zespół odbył drugą trasę koncertową po Europie, tym razem jako główny wykonawca; wszystkie 19 przystanków trasy zostało wyprzedanych. W czerwcu 2024 roku The Warning na zaproszenie Band-Maid odbył trasę koncertową po Japonii.

#### Keep Me Fed
Czwarty album studyjny zespołu, Keep Me Fed, zawierający sześć singli i sześć nowych utworów, został wydany 28 czerwca 2024 r. W ramach promocji swojego albumu zespół The Warning wystąpił w programie Jimmy Kimmel Live. Spółka matka Lavy, Republic, zajęła się większością działań promocyjnych związanych z czwartym albumem, sprzedaje album i gadżety za pośrednictwem swojej strony internetowej. W lipcu zespół The Warning został wyróżniony jako artysta miesiąca w programie MTV Push – wydarzeniu promocyjnym, w ramach którego można było obejrzeć ekskluzywne filmy z ich występami oraz wywiady.

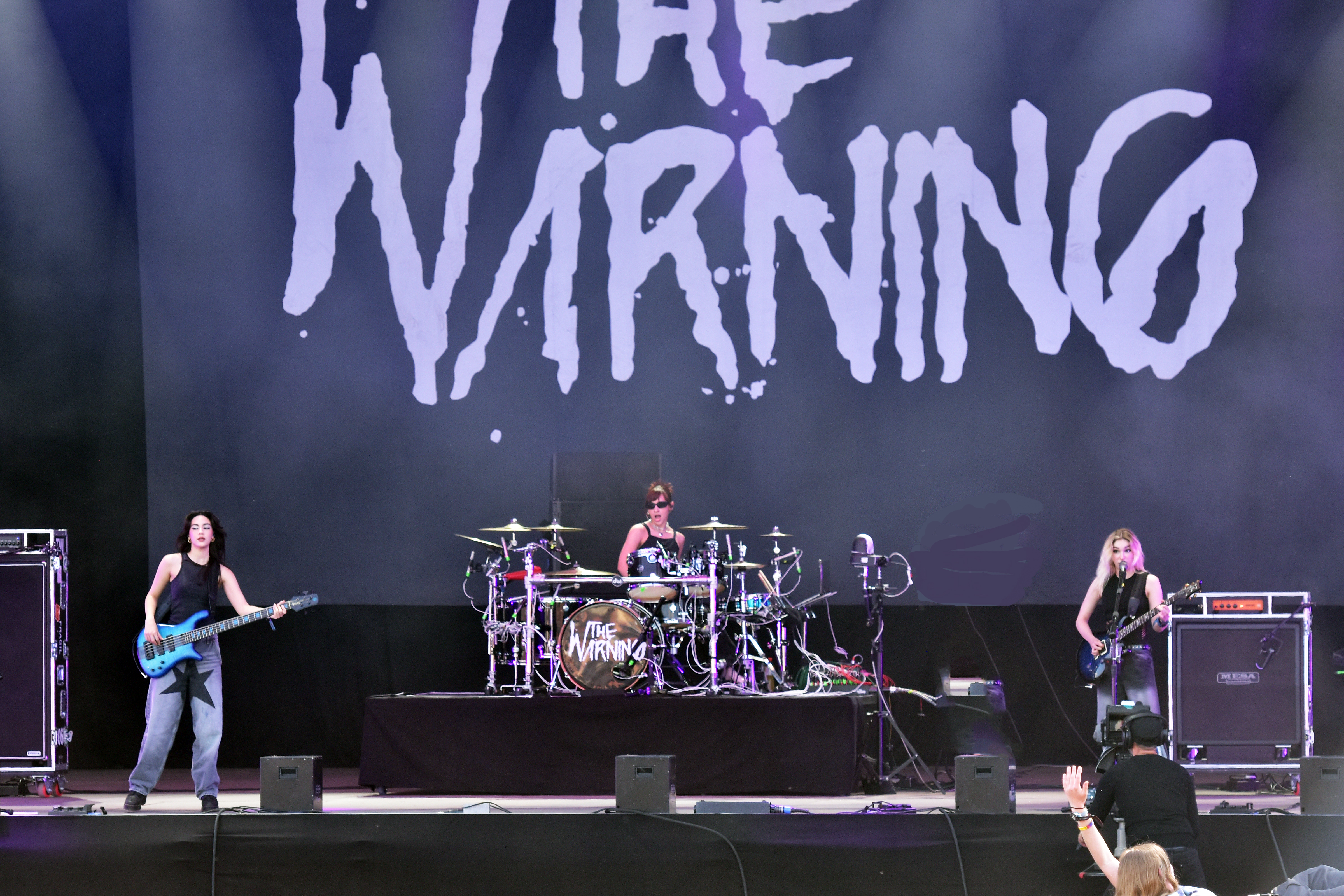
The Warning występujący na Wacken Open Air w Wacken w Szlezwiku-Holsztynie w 2024 roku.

Latem zespół odbył trasę koncertową po Europie z nowym albumem, grając 19 koncertów, m.in. na Wacken Open Air i Pol’and’Rock. Utwór „Show Them”, nagrany we współpracy z Band-Maid podczas japońskiej trasy koncertowej, został wydany jako wspólny singiel w sierpniu 2024 roku i znalazł się na albumie Band-Maid – Epic Narratives, który ukazał się w kolejnym miesiącu. We wrześniu i październiku wyruszyli w długą trasę koncertową po Ameryce Północnej, aby promować Keep Me Fed. W listopadzie 2024 roku The Warning wystąpili na gali MTV Europe Music Awards, a kilka dni później na 25th Annual Latin Grammy Awards.
12 grudnia 2024 roku The Warning wydało singiel „Hurt”, który powstał we współpracy z Dead Poet Society. Stało się to po tym, jak Paulina dołączyła do zespołu z Massachusetts na scenie podczas występu z tą piosenką na festiwalu Aftershock w Kalifornii na początku roku. Pod koniec roku The Warning pojawił się we francuskim programie telewizyjnym Taratata.
Wiosną 2025 roku zespół rozpoczął nową odsłonę trasy koncertowej „Keep Me Fed”: zaczynając od Meksyku (w tym trzy wyprzedane wieczory w Auditorio Nacional) następnie w Ameryce Południowej, a także w Europie (w Londynie, gdzie zagrały swój największy koncert poza Meksykiem). Zespół później dołączył do Halsey jako support podczas części jej północnoamerykańskiej trasy koncertowej For My Last Trick. Latem wystąpili na dużych europejskich festiwalach rockowych, takich jak Sweden Rock, Rock im Park i Rock am Ring (gdzie ponownie wystąpili razem na scenie z Dead Poet Society), Nova Rock i Pinkpop. Ich teledysk do utworu „Qué Más Quieres” został nominowany w kategorii „Najlepszy teledysk” na Tribeca Film Festival w Stanach Zjednoczonych. Zespół ogłosił wydanie w sierpniu pierwszego albumu koncertowego z aktualnej trasy koncertowej. Będzie zawierał 25 utworów. Równolegle wydany zostanie film z koncertu w Auditorio Nacional pod nazwą „Live from Auditorio Nacional, CDMX”.

## Wpływy i styl muzyczny

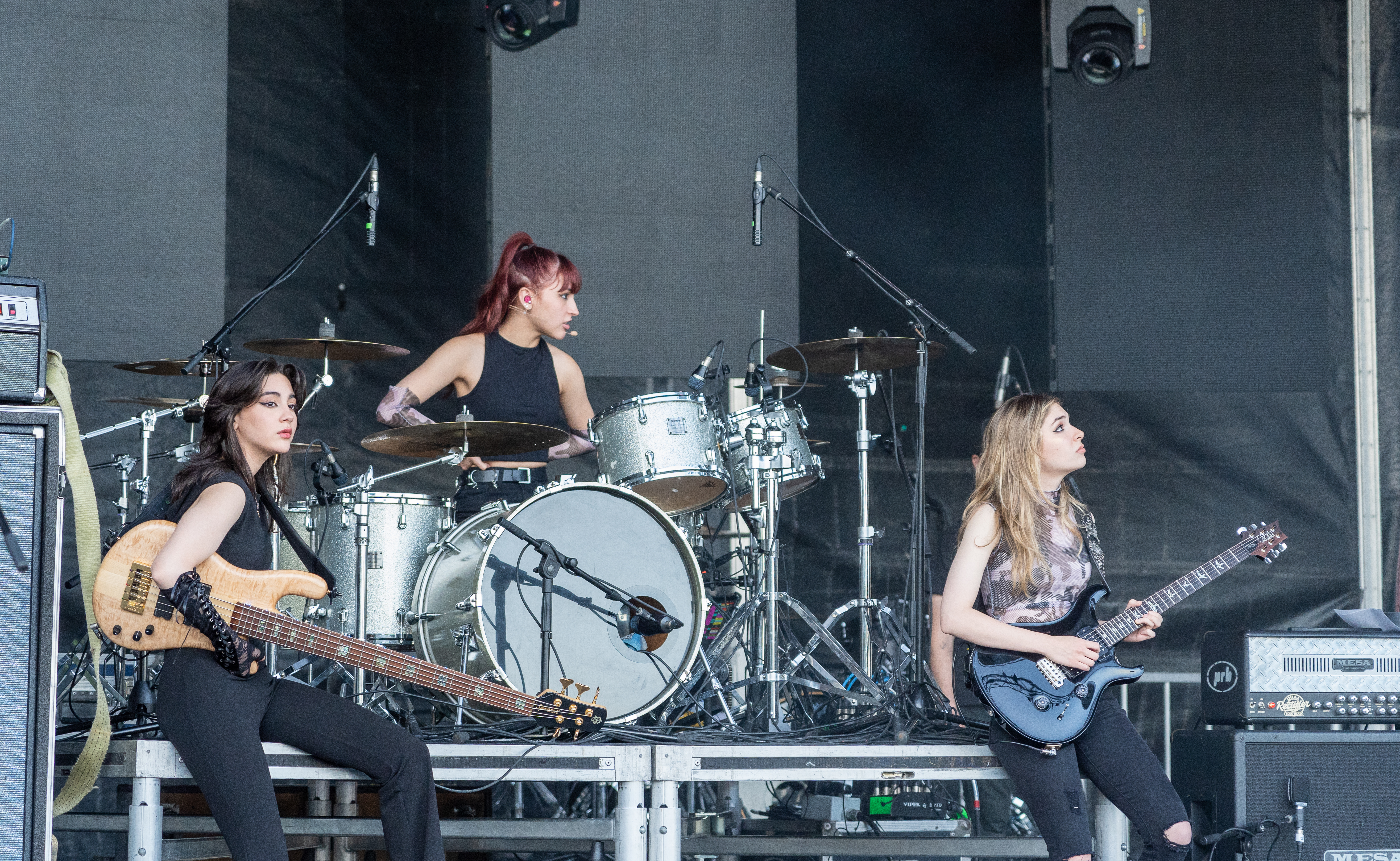
Przed występem The Warning na festiwalu Sound of Music w Burlington w Ontario, 2022

Siostry powiedziały, że słuchają „każdego rodzaju muzyki, od muzyki klasycznej po pop”. Jako swoje muzyczne inspiracje podały Metallikę, Muse, My Chemical Romance, Pink Floyd, Queen, Paula McCartneya, Neila Pearta, Davida Gilmoura, Placebo, AC/DC, Badflower, Paramore, muzykę klasyczną, K-pop i J-rock. Wśród artystek, które stanowiły ich inspirację, znajdują się Hayley Williams, Esperanza Spalding, Sheila E. i Lzzy Hale, a także autorzy piosenek, tacy jak Elton John i Billy Joel.
Wszystkie trzy siostry wskazały zespół Muse jako jeden z ich największych autorytetów. Wspominały o rodzinnych wieczorach, podczas których oglądały nagrania z koncertów Muse. Podziwiają argentyńskie trio Eruca Sativa, z którym się zaprzyjaźniły i z którym dzieliły scenę, a także japońską grupę Band-Maid.
Zespół The Warning jest określany jako zespół grający rocka i hard rocka, który jest nastawiony przede wszystkim na występy „na żywo”. Ich utwory są raczej proste, ale nie nudne, czy powtarzalne. Teksty piosenek są niebanalne i świetnie współgrają z melodią. Często używają harmonii wokalnych wykorzystując podobieństwo swoich głosów. W ich piosenkach słychać nawiązania do znanych utworów rockowych, ale są unikalne, w oryginalnym stylu The Warning. Melodie są chwytliwe, mają hook, riff i często wpleciony przyśpiew, który publiczność może podchwycić. Siostry doskonale wchodzą w interakcje z publicznością, dzięki czemu potrafią ją „rozbujać”. Dlatego od początku swojej kariery były chętnie wybierane jako support, przed występem gwiazdy koncertu.

## Ekipa
The Warning od początku swojego istnienia jest silnie związany ze swoją ekipą. Zaufanie i bliska więź łącząca siostry z otaczającą ich grupą ludzi były podstawą rozwoju i kariery (Alejandra przyznaje, że nigdy nie spróbowałaby swoich sił w tej branży, gdyby była sama). Ich rodzice do dziś są częścią zespołu, który reprezentuje ich komercyjnie i towarzyszy im w trasach koncertowych i występach. Podobnie w wywiadach deklarują, że starannie dobierają personel, aby stworzyć pozytywną atmosferę pracy, lub atmosferę wsparcia emocjonalnego, i podkreślają zaangażowanie tych, którzy byli z nimi od samego początku, gdy zespół nie przynosił jeszcze zysków. Podczas tras koncertowych podróżują i mieszkają razem z całym swoim zespołem.

## Dyskografia

### Albumy studyjne
XXI Century Blood (2017)
Queen of the Murder Scene (2018) album koncepcyjny
ERROR (2022)
Keep Me Fed (2024)

### Albumy EP
- Escape the Mind (2015)
- Mayday (2021)

### Trasy koncertowe
- 2020: North American Tour
- 2022: Mayday Tour
- 2023: Error World Tour
- 2024: Europe Tour